# Ciclic
Ciclic, l’agence régionale du Centre-Val de Loire pour le livre, l’image et la culture numérique, est un service public culturel né en 2012 de la coopération entre la Région Centre-Val de Loireet l’État (Ministère de la Culture et de la communication). Basé à Château-Renault, c'est un EPCC, établissement public de coopération culturelle. 

## Missions
Elle met en œuvre la politique culturelle régionale dans le domaine du cinéma et de l'audiovisuel, du livre et de la lecture, de la diffusion culturelle et artistique, de l'éducation artistique et du patrimoine filmé, selon une convention d'objectifs triennale tripartite et selon le projet de son directeur général, Philippe Germain.

## Création cinématographique et diffusion
Ciclic met en œuvre une politique dynamique en matière de soutien au cinéma et à l’audiovisuel afin d’en favoriser la diversité et l’émergence. 

### Cinéma et audiovisuel
Ciclic attribue des aides financières sélectives, destinées à soutenir les projets de films, de l’écriture du scénario à la production. Elle a une mission d'observatoire et publie chaque année le "Panorama des interventions territoriales" recense tous les dispositifs de soutien mis en place par les collectivités territoriales françaises en faveur du cinéma et de l'audiovisuel.
Elle est aussi l'une des 41 commissions du film (bureaux d’accueil des tournages) au service des professionnels et de leur territoire. Les commissions du film fournissent les informations aux professionnels de l’audiovisuel : lieux de tournages, recherche de décors et pré repérages, aide à l’obtention des autorisations de tournages, référencement des professionnels locaux, accueille des tournages et propose des formations aux professionnels régionaux.
L’agence exploite trois camions-cinéma, les Cinémobiles (cinemobile.ciclic.fr). Ils sillonnent le territoire régional et permettent aux habitants des zones rurales d’assister à des séances de cinéma. Ils stationnent à Saint-Jean de la Ruelle.
L'agence porte le projet CIEL, Cinéma indépendant en ligne (ciel.ciclic.fr), destiné à valoriser le court métrage.

### Cinéma d'animation
L'agence a créé une résidence de tournage de films d'animation, Ciclic Animation, (animation.ciclic.fr), destinée aux réalisateurs français et internationaux à Vendôme. Un nouveau partenariat entre Ciclic et La Poudrière, l'école du cinéma d'animation, issu d'une relation continue entre les deux structures depuis bientôt 10 ans, propose aux étudiants fraîchement diplômés de les aider à développer un projet personnel dès leur sortie de l'école. Cette aide prend la forme d'une bourse d'écriture de 3 000 € et d'un accompagnement de jeunes scénaristes et d'une directrice d'écriture afin de lancer les projets sur de bonnes bases. Cet accompagnement est financé conjointement par la Poudrière, Ciclic et la SACD. Deux périodes de résidence leur sont aussi proposées : la première d'une semaine en novembre à la Poudrière (encadrée par les jeunes scénaristes issus du Conservatoire européen de l'écriture audiovisuelle) et la deuxième, d'un mois à Ciclic Animation, où ils peuvent profiter d'un cadre de travail professionnel.

## Livre et vie littéraire
L’agence Ciclic met en œuvre la  politique concertée de l’État et de la Région Centre-Val de Loire dans le domaine du livre et de la lecture. Elle soutient l’économie du livre grâce à deux dispositifs d’aide destinés aux maisons d’édition et aux librairies/points de vente du livre implantées en région Centre-Val de Loire. 
Elle promeut les écritures contemporaines avec son dispositif d’aide aux résidences d’auteur et depuis 2014, grâce au dispositif "Auteurs associés", il attribue des bourses de résidences destinées aux auteurs qui s’associent avec un lieu de la région Centre-Val de Loire. Il encourage sa professionnalisation et sa modernisation, forme les acteurs du livre de la région. 
Son site consacré au livre et à la vie littéraire (livre.ciclic.fr) propose des articles mêlant actualités, informations professionnelles et réflexions sur tout ce qui fait l’actualité du livre dans sa région. Il assure aussi un travail d’observation, de veille et d’analyse et accompagne les acteurs du livre dans leurs projets en leur apportant conseils, mise en réseau et expertise.
L’agence Ciclic met en œuvre les Mille lectures d’hiver. Cet événement artistique singulier est consacré à la découverte de la littérature contemporaine. Il donne à entendre des écrivains vivants, édités, français ou étrangers, au plus près des gens et dans un cadre convivial. Il se déroule de janvier à mars sur les six départements de la région Centre-Val de Loire. 
Au titre de ce pôle, l'agence est membre de la Fédération interrégionale du livre et de la lecture.

## Éducation artistique
Ciclic est labellisée depuis 1999 « Pôle régional d'éducation artistique et de formation au cinéma et à l'audiovisuel » par le Ministère de la Culture. Elle coordonne à ce titre les dispositifs d'éducation à l'image nationaux tels que "Lycéens et apprentis au cinéma" et "Passeurs d'images".
Elle produit également des ressources pédagogiques et développe notamment Upopi, l'Université populaire des images . Upopi est un site d'éducation artistique, upopi.ciclic.fr, proposant un webmagazine mensuel et une plateforme de formation interactive ludique destinée aux professeurs et aux étudiants pour apprendre à décrypter les images,,,.

## Patrimoine filmé
Ciclic constitue depuis 2006 des archives cinématographiques en région Centre-Val de Loire. Elle assure la collecte, l’indexation, la numérisation, la conservation et la valorisation du patrimoine cinématographique et audiovisuel régional, notamment le cinéma amateur et offre la possibilité de visionner plus de 11 000 films en ligne sur memoire.ciclic.fr . Ce site abrite des films rares  à valeur historique, comme le départ des Allemands et la libération de Bourges fin août et début septembre 1944, le préfet Jean Moulin au comice agricole de Brou, en 1939, ou les funérailles de Jean Zay à Orléans en 1948.
Cette activité est basée à Issoudun.
Ciclic est membre du réseau INEDITS, association européenne pour la collecte, la conservation, l’étude et la mise en valeur des films amateurs.